# Josh Norris
Joshua „Josh“ Norris (* 5. Mai 1999 in Oxford, Michigan) ist ein US-amerikanischer Eishockeyspieler, der seit März 2025 bei den Buffalo Sabres in der National Hockey League (NHL) unter Vertrag steht. Zuvor war der Center über fünf Jahre bei den Ottawa Senators aktiv.

## Karriere
Josh Norris wurde in Oxford geboren und spielte in seiner Jugend unter anderem für die Oakland Junior Grizzlies. Zur Saison 2015/16 wurde er in das USA Hockey National Team Development Program (NTDP) aufgenommen, die zentrale Talenteschmiede des US-amerikanischen Eishockeyverbandes USA Hockey in den Altersstufen U17 und U18. Mit den Auswahlen des NTDP nahm der Center am Spielbetrieb der United States Hockey League (USHL) teil und bestritt zudem zahlreiche Partien außerhalb organisierter Ligen. In der USHL-Saison 2016/17 verzeichnete er mit 26 Scorerpunkten in 25 Einsätzen einen Punkteschnitt von über 1,0 pro Spiel und wurde in der Folge im NHL Entry Draft 2017 an 19. Position von den San Jose Sharks ausgewählt. Anschließend wechselte Norris in den College-Bereich, wo er fortan für die Michigan Wolverines der University of Michigan in der Big Ten Conference auflief, einer Liga im Spielbetrieb der National Collegiate Athletic Association (NCAA). Auch bei den Wolverines etablierte er sich als regelmäßiger Scorer, wobei er die zweite Hälfte der Spielzeit 2018/19 verletzungsbedingt verpasste. In der Zwischenzeit hatten die San Jose Sharks die Rechte an ihm im September 2018 samt Chris Tierney, Dylan DeMelo, Rūdolfs Balcers sowie einem konditionalen Erstrunden-Wahlrecht für den NHL Entry Draft 2020 und einem Zweitrunden-Wahlrecht für den NHL Entry Draft 2019 an die Ottawa Senators abgegeben. Im Gegenzug wechselten Erik Karlsson und Francis Perron nach San Jose.
Bei den Senators unterzeichnete Norris im Mai 2019 einen Einstiegsvertrag, ehe er mit Beginn der Saison 2019/20 für deren Farmteam auflief, die Belleville Senators aus der American Hockey League (AHL). Dort führte er alle Rookies der Liga mit 61 Punkten und 31 Treffern an, sodass er mit dem Dudley „Red“ Garrett Memorial Award als bester Neuling ausgezeichnet wurde. Darüber hinaus fand er im AHL First All-Star Team sowie im AHL All-Rookie Team Berücksichtigung. Parallel dazu kam der Angreifer im Februar 2020 zu seinem Debüt in der National Hockey League (NHL), ehe er sich im Rahmen der Vorbereitung auf die Spielzeit 2020/21 in Ottawas NHL-Aufgebot etablierte. Er beendete die Saison mit 35 Punkten aus 56 Spielen, womit er sich auf Rang drei der Rookie-Scorerliste der NHL platzierte. Diese Leistungen steigerte er im Folgejahr noch einmal deutlich auf 55 Punkte in 66 Partien, sodass er im Juli 2022 einen neuen Achtjahresvertrag in Ottawa unterzeichnete, der ihm ein durchschnittliches Jahresgehalt von etwa acht Millionen US-Dollar einbringen soll.
Im März 2025 allerdings wurde Norris nach über fünf Jahren in Ottawa samt Jacob Bernard-Docker an die Buffalo Sabres abgegeben. Im Gegenzug erhielten die Senators Dylan Cozens, Dennis Gilbert sowie ein Zweitrunden-Wahlrecht im NHL Entry Draft 2026.

### International
Auf internationaler Ebene gab Norris bei der World U-17 Hockey Challenge 2015 sein Debüt, wo er mit der US-amerikanischen Auswahl den sechsten Platz belegte. Anschließend nahm er mit der U18-Nationalmannschaft, die vom NTDP gestellt wird, an der U18-Weltmeisterschaft 2017 teil und gewann dort mit dem Team die Goldmedaille. Anschließend vertrat der Angreifer die U20-Nationalmannschaft seines Heimatlandes bei den U20-Weltmeisterschaften 2018 und 2019, wobei er mit der Auswahl eine Bronze- und anschließend eine Silbermedaille errang.

## Erfolge und Auszeichnungen
- 2020 Dudley „Red“ Garrett Memorial Award
- 2020 AHL First All-Star Team
- 2020 AHL All-Rookie Team

### International
- 2017 Goldmedaille bei der U18-Weltmeisterschaft
- 2018 Bronzemedaille bei der U20-Weltmeisterschaft
- 2019 Silbermedaille bei der U20-Weltmeisterschaft

## Karrierestatistik
Stand: Ende der Saison 2024/25

### International
Vertrat die USA bei:
| - World U-17 Hockey Challenge 2015 - U18-Weltmeisterschaft 2017 | - U20-Weltmeisterschaft 2018 - U20-Weltmeisterschaft 2019 |

(Legende zur Spielerstatistik: Sp oder GP = absolvierte Spiele; T oder G = erzielte Tore; V oder A = erzielte Assists; Pkt oder Pts = erzielte Scorerpunkte; SM oder PIM = erhaltene Strafminuten; +/− = Plus/Minus-Bilanz; PP = erzielte Überzahltore; SH = erzielte Unterzahltore; GW = erzielte Siegtore; 1 Play-downs/Relegation; Kursiv: Statistik nicht vollständig)

## Familie
Sein Vater Dwayne Norris bestritt einige Spiele für die Nordiques de Québec sowie die Mighty Ducks of Anaheim in der NHL und stand anschließend über zehn Jahre in der Deutschen Eishockey Liga auf dem Eis. Zudem war auch sein Onkel Warren Norris als professioneller Eishockeyspieler aktiv.